# Merry Christmas (албум)
„Merry Christmas“ е първият коледен и четвъртият албум на американската певица Марая Кери. Издаден е в САЩ на 1 ноември 1994 от Кълъмбия Рекърдс. Представлява коледен албум, включващ както кавър версии, така и оригинални песни.
Издаден е по време на първоначалния връх в кариерата на Марая, между албумите „Music Box“ (1993) и „Daydream“ (1995). „Merry Christmas“ впоследствие се превръща в един от най-продаваните коледни албуми за всички времена, достигайки продажби от над 12 милиона копия по целия свят. Албумът става пет пъти платинен за продажби от 5 милиона само в САЩ. Албумът е преиздаден през 2005 във DualDisc формат с бонус песни и музикални клипове.

## Списък с песните

### Оригинален траклист
1. „Silent Night“ – 3:41
2. „All I Want for Christmas Is You“ – 4:01
3. „O Holy Night“ – 4:27
4. „Christmas (Baby Please Come Home)“ – 2:35
5. „Miss You Most (At Christmas Time)“ – 4:32
6. „Joy to the World“ – 4:20
7. „Jesus Born on This Day“ – 3:43
8. „Santa Claus Is Comin' to Town“ – 3:24
9. „Hark! The Herald Angels Sing/Gloria in Excelsis Deo“ – 3:00
10. „Jesus Oh What a Wonderful Child“ – 4:26

### Интернационално издание, DualDisc и делукс юбилейно издание (диск 1)
1. „God Rest Ye Merry, Gentlemen“ – 1:18

### DualDisc издание
1. „Santa Claus Is Comin' to Town“ (юбилеен mix) – 2:35

### DualDisc издание (DVD)
1. „Santa Claus Is Comin' to Town“ (юбилеен mix)
2. „All I Want for Christmas Is You“
3. „Miss You Most (At Christmas Time)“
4. „All I Want for Christmas Is You“	(J.D. Remix анимиран)
5. „Joy to the World“ (празнично mix видео)
6. „O Holy Night“
7. „All I Want for Christmas Is You“ (черно-бяла видео версия)
8. „Joy to the World“ (на живо от St. John the Divine)

### 7-Eleven лимитирано издание
1. „Silent Night“ – 3:39
2. „All I Want for Christmas Is You“ – 4:01
3. „O Holy Night“ – 4:27
4. „Christmas (Baby Please Come Home)“ – 2:33
5. „Miss You Most (At Christmas Time)“ – 4:32
6. „Joy to the World“ – 4:18
7. „Santa Claus Is Comin' to Town (юбилеен mix)“ – 2:46

### Делукс юбилейно издание (диск 2)
1. „Sugar Plum Fairy представяне“ – 0:44
2. „All I Want for Christmas Is You“ (на живо от The Cathedral of St. John the Divine) – 5:06
3. „Silent Night“ (на живо от The Cathedral of St. John the Divine) – 3:44
4. „Joy to the World“ (на живо от The Cathedral of St. John the Divine) – 5:40
5. „Hark! The Herald Angels Sing“/„Gloria (In Excelsis Deo)“ (на живо от The Cathedral of St. John the Divine) – 3:03
6. „Jesus Born on This Day“ (на живо от The Cathedral of St. John the Divine) – 3:46
7. „Santa Claus Is Comin' to Town“ (на живо от The Cathedral of St. John the Divine) – 3:27
8. „Oh Santa!“ (от Merry Christmas II You, 2010)	– 3:31
9. „Christmas Time Is in the Air Again“ (от Merry Christmas II You, 2010) – 3:02
10. „When Christmas Comes“ (с Джон Леджънд) (от Merry Christmas II You) – 4:46
11. „The Star“ – 4:01
12. „Lil Snowman“ – 3:19
13. „Santa Claus Is Comin' to Town“ (юбилеен mix)	– 2:46
14. „All I Want for Christmas Is You“ (So So Def Remix) (с Джърмейн Дюпри и Боу Уоу) – 3:44
15. „All I Want for Christmas Is You“ (Mariah's New Dance Mix удължен 2009) – 6:42
16. „Joy to the World“ (празничен mix) – 8:00
17. „Joy to the World“ (Flava Mix) – 7:06
18. „Sugar Plum Fairy представяне“ (акапела) – 0:41

### Японско издание
1. „All I Want for Christmas Is You“ (на живо от the Tokyo Dome) – 4:55